# وادي الصحن (البلقاء)
وادي الصحن منطقة سكنية تقع في لواء قصبة السلط، محافظة البلقاء في الأردن. تنتمي المنطقة لقضاء السلط الذي يضم 6 مناطق. يقدر عدد سكانها بـ 73 نسمة حسب إحصاء 2015.

## الوصلات الخارجية
- دائرة الاحصاءات العامة